# Luiz Carlos Flores
Luiz Carlos Flores (, 28 de outubro de 1950) é um ciclista olímpico brasileiro, hoje aposentado

## Trajetória esportiva
Foi vice-campeão mundial de resistência, em 1968.
Participou dos Jogos Pan-Americanos de 1971 em Cali, quando conquistou a medalha de prata na prova de estrada.
Representou o Brasil nos Jogos Olímpicos de Verão de 1972 em Munique, na prova de estrada individual.
Atualmente vive no Uruguai.